# Viktor Paskow
Viktor Paskow (auch Wiktor Paskow geschrieben; bulgarisch Виктор Пасков; * 10. September 1949 in Sofia; † 16. April 2009 (nach anderen Angaben 17. April) in Bern, Schweiz) war ein bulgarischer Autor und Musiker.
Er studierte an der Hochschule für Musik und Theater Leipzig. Nach seinem Studienabschluss 1976 blieb er für weitere vier Jahre in der DDR, wo er als Jazz-Musiker und Opernsänger auftrat. 1980 kehrte er nach Bulgarien zurück, wo er unter anderem als Drehbuchautor tätig war. Von 2002 bis 2004 leitete er das Bulgarische Kulturzentrum in Berlin.
2005 bekam er für sein Werk Autopsija na edna ljubov (dt. Autopsie einer Liebe) den Literaturpreis Helikon verliehen.

## Werke (Auswahl)

### Romane
- Balada za Georg Chenich (Ballade für Georg Chenich), 1987, deutsche Übersetzung: Viola d'Amore, 1993 (ISBN 3-378-00526-2)
- Germanija - mrǎsna prikazka, 1993 (ISBN 954-445-076-9), französische Übersetzung: Allemagne, conte cruel, 1992 (ISBN  2-87678-096-8)
- Autopsija na edna ljubov, 2005 (ISBN 9547930214), deutsche Übersetzung: Autopsie, 2010 (ISBN 978-3-937717-51-7)